# Phycolepidozia exigua
Phycolepidozia exigua är en bladmossart som beskrevs av Rudolf Mathias Schuster. Phycolepidozia exigua ingår i släktet Phycolepidozia och familjen Phycolepidoziaceae. IUCN kategoriserar arten globalt som akut hotad. Inga underarter finns listade i Catalogue of Life.